# Rubus condensatiformis
Rubus condensatiformis es una especie de planta del género Rubus, perteneciente a la familia Rosaceae.

## Taxonomía
Rubus condensatiformis fue descrita por H. E. Weber en 2007.

## Distribución
Se encuentra en el territorio de Alemania.